# 希拉里·卡斯尔
希拉里·布里森·卡斯尔（英語：Hillary Brisson Cassel，1980年10月19日—）是美国律师及政治人物，现任佛罗里达州众议院第101选区共和党议籍员，她于2022年11月22日就职。

## 教育
卡斯尔于2003年获得佛罗里达州立大学政治学和政府学理学学士学位，后获得诺瓦东南大学谢泼德·布罗德法学院法律博士学位。在法学院就读期间，卡斯尔曾担任《法律评论》的编辑、模拟法庭荣誉协会的首席辩护律师、律师协会成员，并获得过国家审判辩护协会颁发的“最佳辩护律师”奖等荣誉。

## 职业生涯
2006年至2009年，卡斯尔担任第十七巡回州检察官办公室的助理州检察官。2010年至2013年，她在伯克、麦钱特和西姆斯律师事务所担任律师。2012年至2014年，她在一家保险辩护公司担任高级律师。正是在这段时间，她遇到了她的丈夫兼法律合伙人迈克尔。2014年至2017年，她在盖耶·福克萨·泰勒律师事务所担任合伙人，之后于2017年创立了卡斯尔和卡斯尔律师事务所。
卡斯尔于2022年当选佛罗里达众议院议员，随后她于11月22日宣誓就职。尽管卡斯尔只是新科议员，但但凭借其的专业知识，她在2022年与佛罗里达州财产保险市场相关的特别会议期间受到了民主党核心小组的关注。卡斯尔作为当然成员在商务委员会会议上以及在众议院会议期间代表党团进行的辩论中均发表了结案陈词，此外她还与众议院少数党领袖芬特里斯·德里斯克尔一同在会后新闻发布会上发表了闭幕致辞。就在卡斯尔谈及戴维·阿尔特迈尔在特别会议中通过的保险立法中所扮演之角色后不到24小时，阿尔特迈尔就辞去了佛罗里达州保险专员一职。
卡塞尔于2024年12月27日宣布退出民主党并转投共和党，理由是民主党在加沙战争中“未能明确支持以色列”。